# 三齿额毛蛛
三齿额毛蛛（学名：Caviphantes samensis）为皿蛛科额毛蛛属的动物。分布于日本以及中国大陆的吉林等地。该物种的模式产地在日本。